# Yoo Tel Aviv
Yoo Tel Aviv (hebr. מגדל YOO 2) – para wieżowców w osiedlu Park Cammeret we wschodniej części miasta Tel Awiw, w Izraelu.

## Historia

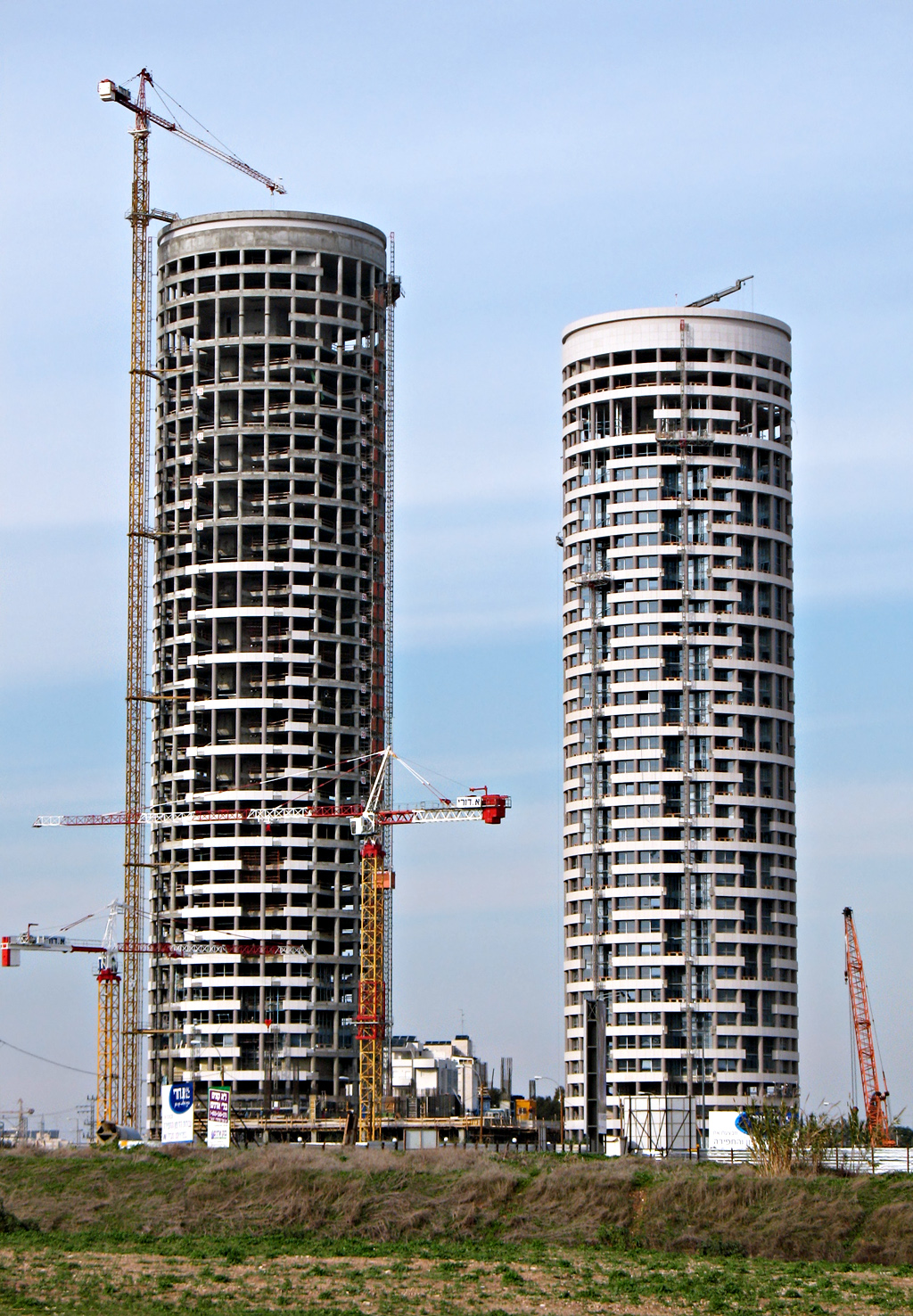
Budowa wieżowców Yoo Tel Aviv, grudzień 2006

We wrześniu 2002 zatwierdzono plan budowy osiedla Park Tzameret, w skład którego miało wejść 12 mieszkalnych drapaczy chmur. Kompleks mieszkalny był wzorowany na podobnych projektach realizowanych w Londynie i Paryżu. Budowa wieżowców rozpoczęła się w 2005.
Na samym początku wybudowano kompleks dwóch wieżowców Yoo Tel Aviv – Yoo Tel Aviv 1 (wysokość 128 metrów) i Yoo Tel Aviv 2 (142 m)

## Dane techniczne
Wieżowiec wybudowano w stylu postmodernistycznym. Wzniesiono go z betonu. Elewacja jest wykonana w kolorze białym.
Wieżowiec jest wykorzystywany jako luksusowy budynek mieszkalny. W budynku mieści się basen pływacki, centrum spa (siłowania i fitness) oraz podziemny parking dla samochodów.